# Слово и Дело (программа)
«Слово и Дело» (другое название Word & Deed или W&D) — текстовый редактор для PC-совместимого ПК под управлением MS-DOS, созданный Александром Гутниковым. Впоследствии автором также была выпущена версия для Windows, которая сохранила в себе основные черты оригинальной программы.

## История создания
Первая версия программы вышла приблизительно в 1990 году и была некоммерческой вплоть до четвёртой версии. Программа была написана на Паскале, за исключением критичных к скорости частей программы, которые были переписаны на ассемблере.
После 1992 года, с выходом четвёртой версии, программа стала коммерческой. Распространение шло согласно принципу shareware. Незарегистрированная версия программы имела полный функционал, но периодически напоминала о необходимости её приобретения.
Последняя DOS-версия программы вышла в 1999 году.
В конце 2004 года вышла первая Windows-версия программы.

## О программе
Обладая многими возможностями Windows-редакторов, «Слово и дело» требует значительно меньше ресурсов по сравнению с конкурентами, такими, как MS Word. Полный дистрибутив DOS-версии программы (вместе со словарём и документацией) занимает около 1,2 Мбайт и может работать на ПК «Поиск».
Программа предлагает следующий функционал:
- Работа в текстовом и графических режимах;
- Поддержка до 256 шрифтов, возможность их изменения;
- Работа с прямоугольными блоками текста;
- Проверка орфографии;
- Встроенный англо-русский словарь;
- Вставка до 32 рисунков в формате VID[прим 1] в один документ;
- Поддержка работы с таблицами;
- Встроенный калькулятор;
- Горячие клавиши;
- Макросы;
- Поддержка матричных и лазерных принтеров;
- WYSIWYG-интерфейс;
- Встроенный драйвер русской клавиатуры.